# کیزو اوبوچی
کیزو اوبوچی (انگلیسی: Keizō Obuchi؛ زاده ۲۵ ژوئن ۱۹۳۷ – درگذشته ۱۴ مهٔ ۲۰۰۰) یک سیاست‌مدار اهل ژاپن بود.